# Benjamin Orr
Benjamin Orr, ursprungligen Benjamin Orzechowski, född 8 september 1947 i Lakewood, Ohio, död 3 oktober 2000 i Atlanta, Georgia, var en amerikansk basist och sångare i bandet The Cars. 
Orr sjöng på flera av bandets största hits, bland annat "Drive", "Let's Go" och "Just What I Needed". Han hade en mjuk, känslosam sångröst som komplement till Ocaseks mer sträva, berättande röst. Ric Ocasek har själv berättat i intervju att han alltid valde ut de sånger som "krävde en bra sångare" till Orr.

## The Cars
Orr bildade The Cars tillsammans med Ric Ocasek, Elliot Easton, Greg Hawkes och David Robinson 1976. Bandet blev ett av de största inom new wave i slutet av 1970-talet och in på 1980-talet. År 1984 släpptes albumet Heartbeat City, från vilken den av Orr sjungna "Drive" blev en stor hit.

## The Lace och solokarriär
År 1986 utgav Orr sitt första och enda soloalbum The Lace, vilket låg relativt nära The Cars sound. Singeln "Stay the Night" blev en stor hit och videon hamnade på första plats på både VH1 och MTV. Albumet är i dag rankat som en klassiker framförallt av AOR-kännare. 
Efter sista albumet med The Cars, Door to Door, 1987 och den efterföljande turnén splittrades bandet på toppen av sin popularitet. Orr fortsatte på 1990-talet att spela i flera olika band, bland annat sitt eget ORR, The Voices of Classic Rock och Big People. I mitten av 1990-talet spelade Orr in låtar tillsammans med gitarristen John Kalishes för en uppföljare till The Lace som dock aldrig släpptes.

## Sjukdom
I april 2000 fick Orr diagnosen cancer i bukspottskörteln men återförenades med The Cars för en intervju inför släppet av en gemensam DVD. I intervjun är han dock svårt märkt av sjukdomen och gör endast sporadiska inlägg. Sista framträdandet gjorde Orr tillsammans med Big People den 27 september 2000; han avled sex dagar senare.

## Diskografi

### The Grasshoppers
- 1965: Mod Socks b/w Twin Beat
- 1965: Pink Champagne (And Red Roses) b/w The Wasp

### Milkwood
- 1973: How's the Weather?

### The Cars
- 1978: The Cars
- 1979: Candy-O
- 1980: Panorama
- 1981: Shake It Up
- 1984: Heartbeat City
- 1987: Door To Door

### Soloalbum
- 1986: The Lace

### Solosinglar
- 1986: Stay The Night
- 1987: Too Hot To Stop